# Мейер-Бюрдорф, Генрих
Генрих Мейер-Бюрдорф (нем. Heinrich Hermann „Heinz“ Meyer-Bürdorf; 13 декабря 1888 — 1 мая 1971) — германский военачальник, генерал артиллерии (1945), участник Первой и Второй мировых войн. Кавалер Рыцарского креста Железного креста (1941).

## Биография
Поступил на службу в прусскую армию общегерманских войск в 1908 году кадетом, с 1909 года — лейтенант. Служил в артиллерии, в годы Первой мировой войны 27 января 1915 года получил звание обер-лейтенанта, был ранен. 27 января 1917 года произведен в капитаны. Награждён Рыцарским крестом ордена Гогенцоллернов с мечами и Железным крестом обоих классов. 
После поражения — в рейхсвере. С 1930 года — майор, с 1934 года — подполковник. 1 января 1936 года получил звание полковника. 
С началом Второй мировой войны 10 сентября 1939 года назначен командиром сформированного 720-го артиллерийского полка, 1 октября 1939 года получил звание генерал-майора. 1 февраля 1940 года назначен командиром 27-го артиллерийского командования (Арко 27), с которым участвовал во Французской кампании. 
1 октября 1940 года назначен командиром 131-й пехотной дивизии, с которой вступил в войну против СССР, в составе группы армий «Центр» участвовал в Белостокско-Минском и Смоленском сражениях, в наступлении на Гомель и в разгроме советского Юго-Западного фронта, затем в битве за Москву. 1 октября 1941 года получил звание генерал-лейтенанта. 15 ноября 1941 года награжден Рыцарским крестом Железного креста. 
Командовал 131-й пехотной дивизией на Восточном фронте до января 1944 года. 9 октября 1942 года награждён Немецким крестом в золоте. 10 января 1944 года оставил командование дивизией и 1 февраля 1944 года назначен командующим артиллерией Главного командования «Запад» (Oberbefehlshaber West). 20 апреля 1945 года получил звание генерала артиллерии. 